# Wiktor Borissowitsch Christenko

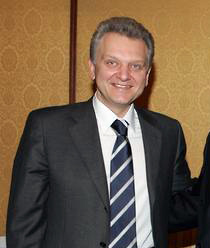
2006

Wiktor Borissowitsch Christenko (russisch Виктор Борисович Христенко; * 28. August 1957 in Tscheljabinsk) ist ein russischer Politiker. Vom 24. Februar bis zum 5. März 2004 amtierte er interimistisch als Ministerpräsident von Russland. 

## Biografie
Christenko absolvierte ein Ingenieurstudium an der Polytechnischen Hochschule Tscheljabinsk und die Akademie für Volkswirtschaft. Von 1979 bis 1990 war er Dozent für Ökonomik des Maschinenbaus an der Polytechnischen Hochschule Tscheljabinsk.
Später wurde er stellvertretender Finanzminister der russischen Föderation. Seit Mai 1999 ist er Vizeministerpräsident der russischen Regierung und kommissarischer Ministerpräsident. Am 24. Februar entließ Präsident Putin den bisherigen Ministerpräsidenten Michail Kasjanow, Christenko führte das Amt daraufhin kommissarisch weiter. Am 1. März 2004 nominierte Putin Michail Fradkow als neuen Ministerpräsidenten. Vier Tage später wurde er von der Duma bestätigt und löste Christenko ab.
Bei einer Regierungsumbildung am 9. März 2004 wechselte Christenko vom Posten des stellvertretenden Ministerpräsidenten zum Industrieminister. Bis zum 31. Januar 2012 war Christenko Minister für Industrie und Handel. Sein Nachfolger im Amt ist Denis Manturow.
Vom Februar 2012 bis Februar 2016 war Christenko Vorstandsvorsitzender der Eurasischen Wirtschaftskommission. Im Mai 2016 übernahm er den Wirtschaftsrat der Eurasischen Wirtschaftsunion.
Seit Februar 2015 führt Christenko den russischen Golfverband.

## Privates
Christenko ist seit 2003 mit der wirtschaftspolitischen Sprecherin von Wladimir Putin, Tatjana Alexejewna Golikowa, verheiratet.